# Thistle crown
Il Thistle crown ("corona con il cardo") è una moneta d'oro emessa, dopo l'ascesa al trono d'Inghilterra, da Giacomo VI di Scozia (anche Giacomo I d'Inghilterra).
Il nome le viene dal cardo (in inglese thistle), raffigurato al rovescio della moneta. Sull'altro lato era raffigurata la rosa, a simboleggiare l'Inghilterra.
Fu coniata con differenze minime sia tra le monete scozzesi che tra quelle inglesi

## Storia
Nel 1603, alla morte di Elisabetta I d'Inghilterra, Giacomo VI di Scozia, figlio di Maria Stuarda, salì al trono inglese. Nella sua figura per la prima volta tutta l'isola ha un unico sovrano.
Con quest'unione le monete dei due regni divengono simili: i tipi prevalenti sono ora quelli delle monete inglesi e la monete scozzesi si uniformano a quelle. Le differenze tra le due monetazioni si riducono ad aspetti secondari. I più importanti sono: la corona scozzese o quella inglese; le posizioni del leone di Scozia e dei leopardi inglesi nello stemma reale e la zecca che conia.
Anche i valori sono diversi: rimane infatti il rapporto di 1/12 tra la sterlina inglese e quella scozzese, che da questo momento rimane fisso. Dopo l'accesso al trono fu coniata una serie completamente nuova di monete d'oro.
Oltre alla thistle crown furono coniate  unite, doppia corona, britain crown e half crown.
La thistle crown valeva 48 scellini scozzesi, cioè 4 scellini inglesi, il peso era di 30,96 grani.
La moneta scozzese fu coniata nel periodo 1604-19 assieme alla moneta inglese.
Le monete avevano su un lato la rosa d'Inghilterra e sull'altro il cardo di Scozia. Le differenze erano minime, tra cui il segno di zecca: il giglio per Londra e il cardo per Edimburgo.
Dritto: IA D G MAG BR F ET H REX, rosa con stelo e due foglie. In alto la corona.
Rovescio:TVEATVR VNITA DEVS; cardo con stelo.
Nella versione inglese della moneta ai lati della rosa e del cardo le lettere "I" ed "R", che mancano nella versione scozzese.